# Mathilde Grünewald

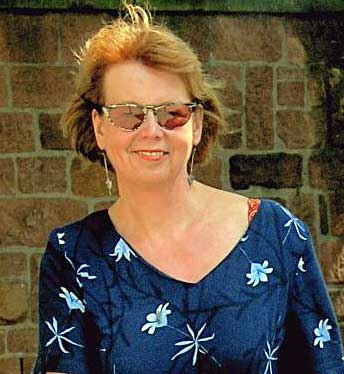
Mathilde Grünewald (2014)

Mathilde Grünewald (* 13. November 1947 in Göttingen; † 18. April 2024 in Worms) war eine deutsche Provinzialrömische Archäologin.

## Leben
Mathilde Grünewald besuchte bis 1966 das Max-Planck-Gymnasium in Göttingen. Nach dem Abitur studierte sie zunächst an der Universität Göttingen Klassische Archäologie, anschließend wechselte sie an die Universität Wien, die gerade einen Lehrstuhl für Provinzialrömische Archäologie eingerichtet hatte. Promoviert wurde sie 1975 mit einer Arbeit über „Spätantike Herrschaftsvillen in den nordwestlichen Provinzen des römischen Reiches und ihr gesellschaftlicher Hintergrund“.
Von 1969 bis 1980 arbeitete sie als freie Mitarbeiterin der Limeskommission der Österreichischen Akademie der Wissenschaften bei den Ausgrabungen im Legionslager von Carnuntum. Von 1980 bis 2012 war sie Direktorin des Museums der Stadt Worms im Andreasstift. In Worms und in der Umgebung führte sie zwischen 1980 und 1990 zahlreiche Ausgrabungen durch.
Von 2013 bis 2021 war sie für die Reiss-Engelhorn-Museen in Mannheim als Fachberaterin für Provinzialrömische Archäologie tätig und kuratierte dort die Ausstellung „Ein Hauch von Rom“. Zuletzt arbeitete sie die Grabung in der römischen Villa rustica von Oftersheim bei Schwetzingen auf. Das Haupthaus wurde angeschnitten, ein Keller und zwei beheizbare Räume sind nachgewiesen. Um 260 n. Chr. wurde das Gebäude abgerissen und regelrecht dekonstruiert. Danach ließ der Eigentümer noch einen großen Ständerbau errichten, der vermutlich nicht fertiggestellt wurde. Aus den zahlreichen Fragmenten hervorragender antiker Wandmalereien konnten zwei Wandsysteme rekonstruiert werden.
Für Ortsgemeinden in Rheinhessen wie Hochborn und das benachbarte Hangen-Weisheim erstellte sie im Auftrag Ortschroniken. Hierfür wertete sie alle Unterlagen über archäologische Funde, die Dorfarchive, Kirchenbücher, Standesamtsakten und weitere Quellen, aus.
2018 legte sie in zwei Beiträgen die vier Kurmainzer Hofordnungen vor. Die Ordnung von 1613 war bislang unbekannt.
Einen weiteren Schwerpunkt ihrer wissenschaftlichen Arbeit bildet das Kochen von der Antike bis zur frühen Neuzeit. Die Zubereitung von Lebensmitteln erforschte Mathilde Grünewald dabei ebenso wie historische Ess- und Trinkgewohnheiten. Ausgewählte historische Rezepte richtete sie für die heutige Küche ein und kochte sie nach. Veröffentlicht wurden diese Rezepte in verschiedenen Publikationen, darunter in ihrem dem Mittelalter gewidmeten Nibelungenkochbuch sowie im Band Schmausende Domherren oder wie Politik auf den Tisch kommt – Mainzer Menüs 1545 und 1546.
Grünewald lebte in Worms. Sie war verheiratet mit dem Fotografen Klaus Baranenko, dessen Aufnahmen in viele ihrer Publikationen Eingang fanden.
Mathilde Grünewald starb am 18. April 2024 in Worms.

## Forschungsschwerpunkte
- Der römische Limes in Österreich
- Römerzeitliche und frühmittelalterliche Gräberfunde aus Worms und Rheinhessen
- Historische Küche
- Ortschroniken

### Publikationen
- Die Gefässkeramik des Legionslagers von Carnuntum (Grabungen 1968–1974) (= Der römische Limes in Österreich. Heft 29). Verlag der Österreichischen Akademie der Wissenschaften, Wien 1979, ISBN 3-7001-0306-9.
- Die Kleinfunde des Legionslagers von Carnuntum mit Ausnahme der Gefässkeramik (Grabungen 1968–1974) (= Der römische Limes in Österreich. Heft 31). Verlag der Österreichischen Akademie der Wissenschaften, Wien 1981, ISBN 3-7001-0365-4.
- Die Funde aus dem Schutthügel des Legionslagers von Carnuntum (die Baugrube Pingitzer) (= Der römische Limes in Österreich. Heft 32). Verlag der Österreichischen Akademie der Wissenschaften, Wien 1983, ISBN 3-7001-0597-5.
- Keramik und Kleinfunde des Legionslagers von Carnuntum (Grabungen 1976–1977) (= Der römische Limes in Österreich. Heft 34). Verlag der Österreichischen Akademie der Wissenschaften, Wien 1986, ISBN 3-7001-0787-0.
- Die Römer in Worms. Theiss, Stuttgart 1986, ISBN 3-8062-0479-9.
- Der römische Nordfriedhof in Worms. Funde von der Mainzer Strasse. Bücher-Bessler, Worms 1990, ISBN 3-925518-06-1.
- Pilgerzeichen, Rosenkränze, Wallfahrtsmedaillen. Die Beigaben aus Gräbern des 17. bis 19. Jahrhunderts aus dem Pfarrfriedhof bei St. Paul in Worms. Die Sammlung gotischer Pilgerzeichen im Museum der Stadt Worms (= Der Wormsgau. Beiheft 36). Stadtarchiv Worms, Worms 2001.
- Worms von der vorgeschichtlichen Epoche bis in die Karolingerzeit. In: Gerold Bönnen (Hg.): Geschichte der Stadt Worms. Theiss, Stuttgart 2005, ISBN 3-8062-1679-7, S. 44–101.
- Nibelungenkochbuch. Kunstverlag Fink, Lindenberg im Allgäu 2006, ISBN 978-3-89870-281-2.
- mit Erwin Hahn: Zwischen Varusschlacht und Völkerwanderung. Die römerzeitlichen Gräberfunde aus Worms und Rheinhessen im Museum der Stadt Worms. 2 Bände, Fink, Lindenberg im Allgäu 2006, ISBN 978-3-89870-325-3.
- Geschichte in Bildern. Das Museum der Stadt Worms im Andreasstift. Kunstverlag Fink, Lindenberg im Allgäu 2007, ISBN 978-3-89870-399-4.
- mit Ursula Koch: Zwischen Römerzeit und Karl der Großen. Die frühmittelalterlichen Grabfunde aus Worms und Rheinhessen im Museum der Stadt Worms im Andreasstift. 3 Bände, Kunstverlag Fink, Lindenberg im Allgäu 2009, ISBN 978-3-89870-568-4.
- Unter dem Pflaster von Worms. Archäologie in der Stadt. Kunstverlag Fink, Lindenberg im Allgäu 2012, ISBN 978-3-89870-754-1.
- Schmausende Domherren oder wie Politik auf den Tisch kommt. Mainzer Menüs 1545 und 1546 erzählt und aufgetischt mit Fotos von Klaus Baranenko. Kunstverlag Fink, Lindenberg im Allgäu 2012, ISBN 978-3-89870-776-3.
- Ein Hauch von Rom. Schätze aus den Mannheimer Sammlungen. Schnell & Steiner, Regensburg 2016, ISBN 978-3-7954-3103-7.
- Ein römisches Wohnhaus mit Wandmalereien in Oftersheim. Schnell & Steiner, Regensburg 2017, ISBN 978-3-7954-3298-0.

### Sekundärliteratur
- Ulrike Schäfer: „Sie hat großartiges geleistet“ [Nachruf]. Wormser Zeitung vom 20. April 2024, S. 12.